# Thomisus dyali
Thomisus dyali là một loài nhện trong họ Thomisidae.
Loài này thuộc chi Thomisus. Thomisus dyali được miêu tả năm 1997 bởi Kumari & Mittal.